# Жиньяк, Энтони
Энтони Энрике Жиньяк (англ. Anthony Enrique Gignac, род. 1970, Богота, Колумбия) — американский аферист и мошенник колумбийского происхождения, использовавший образ принца Саудовской Аравии для обмана богатых иностранных инвесторов. Был задержан в 2017 году, на тот момент общая сумма хищений составила 8,1 миллиона долларов.

## Ранние годы
Родился в бедном районе колумбийской столицы в 1970 году. Настоящее имя преступника — Хосе Морено (исп. José Moreno). Личности его биологических родителей неизвестны. В семье было трое детей, однако третий ребёнок был убит отцом из-за невозможности прокормить детей. В возрасте пяти лет, оставшись вместе с младшим братом без крова, Морено был изнасилован бандитами на одной из улиц Боготы. В 1977 году, в возрасте шести лет, Жиньяк и его брат Даниэль были усыновлены парой из Мичигана, принадлежащей к среднему классу, и переехали в Соединённые Штаты, где Хосе выучил английский язык и пошел в школу. Там он сумел убедить одноклассников в том, что его отцом является популярный комик Дом Делуиз, а мать владеет элитным отелем на острове в озере Гурон.

## Криминальная карьера
Уже в возрасте 12 лет Жиньяк начал выдавать себя за члена королевской семьи, убедив продавца в дилерском центре Mercedes разрешить ему провести тест-драйв автомобиля, представившись сыном саудовского принца.
Начиная с 1988 года, Жиньяк был арестован в общей сложности 11 раз за схемы, в которых он выдавал себя за члена королевской семьи Саудовской Аравии или иного ближневосточного государства, первоначально используя псевдоним «принц Аднан Хашогги» (в честь одноимённого саудовского торговца оружием), а позже — «принц Аль Сауд». В 1991 году газета Los Angeles Times окрестила его «принцем мошенничества» после раскрытия схемы, при которой он не платил за проживание в отелях и аренду лимузинов, обещая, что счета будут оплачены членами саудовской королевской семьи, что привело к двухлетнему тюремному заключению.
Жиньяк продолжал активно заниматься подобными махинациями на протяжении 1990-х и начала 2000-х годов, используя фальшивую личность принца, чтобы не оплачивать счета на десятки тысяч долларов США и вымогать дорогие «подарки» с обещанием заключения выгодных сделок с жертвами в будущем. В одном случае он смог убедить руководство компании American Express выдать ему платиновую карту с кредитом в 200 миллионов долларов на имя настоящего принца Аль Сауда, заявив, что его предыдущая карта была утеряна и что отказ предоставить ему новую вызовет гнев его отца, короля Саудовской Аравии.
В 2003 году Жиньяк был арестован после попытки перевести 29 000 долларов на счёт настоящего принца Аль Сауда, что привело к осуждению на 77 месяцев в 2006 году. На допросе Жиньяк утверждал, что ему была предложена реальная кредитная линия от саудовской королевской семьи в качестве взятки после того, как у него был незаконный роман с настоящим саудовским принцем.
В 2015 году Жиньяк работал со своим деловым партнером из Северной Каролины Карлом Марденом Уильямсоном над созданием компании Marden Williamson International, которая использовалась с целью накопления средств для различных мошеннических международных инвестиционных проектов. Жиньяк и его партнёры получили инвестиции в это предприятие на общую сумму в несколько миллионов долларов, включая одного инвестора, который вложил 5 миллионов долларов.
В 2017 году Жиньяк вступил в контакт с миллиардером Джеффри Соффером, заявив, что планирует приобрести долю в отеле «Фонтенбло» за 440 миллионов долларов. Сначала Соффер поверил рассказам Жиньяка, предложив ему полетать на своём частном самолёте и купить драгоценности на общую сумму более 50 000 долларов с целью завоевать расположение так называемого принца. Однако позже предприниматель заподозрил Жиньяка в обмане после того, как увидел, что принц-мусульманин заказывает себе свинину в ресторане, что в корне расходится с нормами ислама, и впоследствии нанял частную охранную фирму для расследования его действий, что в конечном итоге привело к раскрытию истинной личности Жиньяка и его аресту. Коллеге Жиньяка, Карлу Уильямсону, также было предъявлено обвинение, однако он скончался в результате попытки суицида вскоре после того, как его доставили на допрос.
В 2019 году Жиньяк был приговорён к 18 годам и 8 месяцам тюремного заключения по обвинению в мошенничестве, краже личных данных и выдаче себя за иностранного дипломата.

## Реакция СМИ
Жиньяку и его деятельности был посвящён ряд документальных сериалов и подкастов, специализирующихся на криминальной тематике.